# Caméra Caméflex
Le Caméflex, appelé « Camerette » aux États-Unis, est un modèle de caméra argentique de la firme française Éclair, commercialisé pour la première fois en 1947. Le Caméflex n'est pas la première caméra 35 mm portable à visée continue à travers l'objectif (visée dite « reflex »), la caméra Arriflex allemande l'ayant précédée en 1937, mais c'est la première caméra à visée reflex de fabrication française.
Le Caméflex fut très populaire dans les années 1950 et 1960, notamment par les opérateurs de la Nouvelle Vague pour sa simplicité d'utilisation en extérieur. Il était encore très utilisé en France dans les années 1980, pour des prises de vues ne nécessitant pas de caméra silencieuse. « Le Caméflex offre l'étonnante particularité d'être aussi portable en 120 m que le plus léger des appareils 30 m, grâce à la position naturelle qu'il prend lorsque l'opérateur en pose le chargeur sur son épaule droite ; de la main gauche il soutient la caméra en tenant le moteur de la main droite. »

## Présentation
Le Caméflex se décompose en deux parties. Le corps, plat et vertical, est constitué d'une tourelle à trois objectifs, d'un système de visée innovant et du mécanisme d'entraînement, ce qui lui vaudra le surnom de « masque à gaz » chez les opérateurs.
Le magasin coplanaire en 30, 60 et 120 mètres est préchargé, contient le presseur et la boucle et se « clippe » simplement sur le corps : la rapidité de cette opération a séduit les opérateurs de l'époque, qui pouvaient charger en deux secondes, y compris lorsque la caméra était encore en marche. Il est possible de charger du 16 mm en changeant le couloir et la fenêtre d'impression. Le Caméflex peut être adapté facilement pour les formats à 2 ou 3 perforations (Techniscope). Plusieurs types de moteurs sont disponibles, y compris à régulation par quartz. Son obturateur est réglable, et offre notamment un repère pour la position 172°8 permettant de filmer à 24 im/s avec des projecteurs HMI alimentés sur courant 50 Hz et éviter ainsi le problème de flicker (scintillement).
Le principal inconvénient du Caméflex est son bruit qui rend presque impossible la prise de son synchrone. Pour cette raison il a été très utilisé chaque fois que le son synchrone n’était pas une priorité (film publicitaires, industriels, par exemple). Il a aussi été souvent utilisé comme seconde caméra pour couvrir une scène sous un autre angle, à distance du micro de préférence.
Il existe un caisson insonorisé, permettant d'utiliser la caméra en prise de son synchrone, mais son poids et son encombrement font perdre au Caméflex sa maniabilité. En 1949, un caisson étanche sera mis au point pour les prises de vues sous-marines, qui en fera l'Aquaflex, la première caméra sous-marine utilisée à Hollywood et par les marines française et américaine.
On compte parmi les films tournés au Caméflex les premières collaborations de Jean-Luc Godard avec Raoul Coutard comme À bout de souffle, ou encore les séquences de bataille d'Austerlitz d'Abel Gance.
Les ingénieurs du Caméflex, Jacques Mathot et André Coutant sont récompensés par un Oscar technique en 1950.